# 巴勒特音樂學院

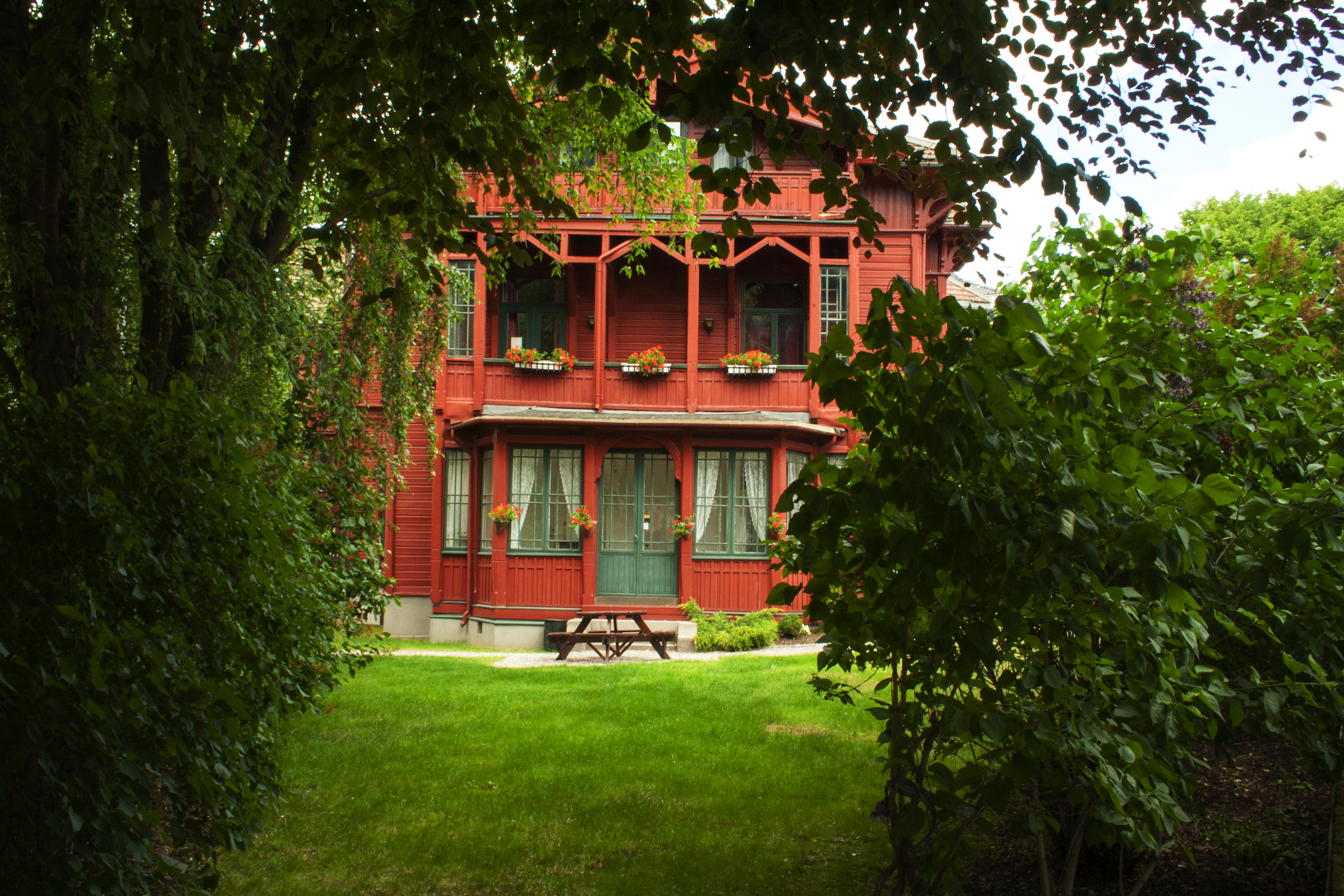
巴勒特音乐学院内景

巴勒特音乐学院，是一所位于挪威奥斯陆的音乐学院，成立於1927年。